# Verband öffentlicher Versicherer

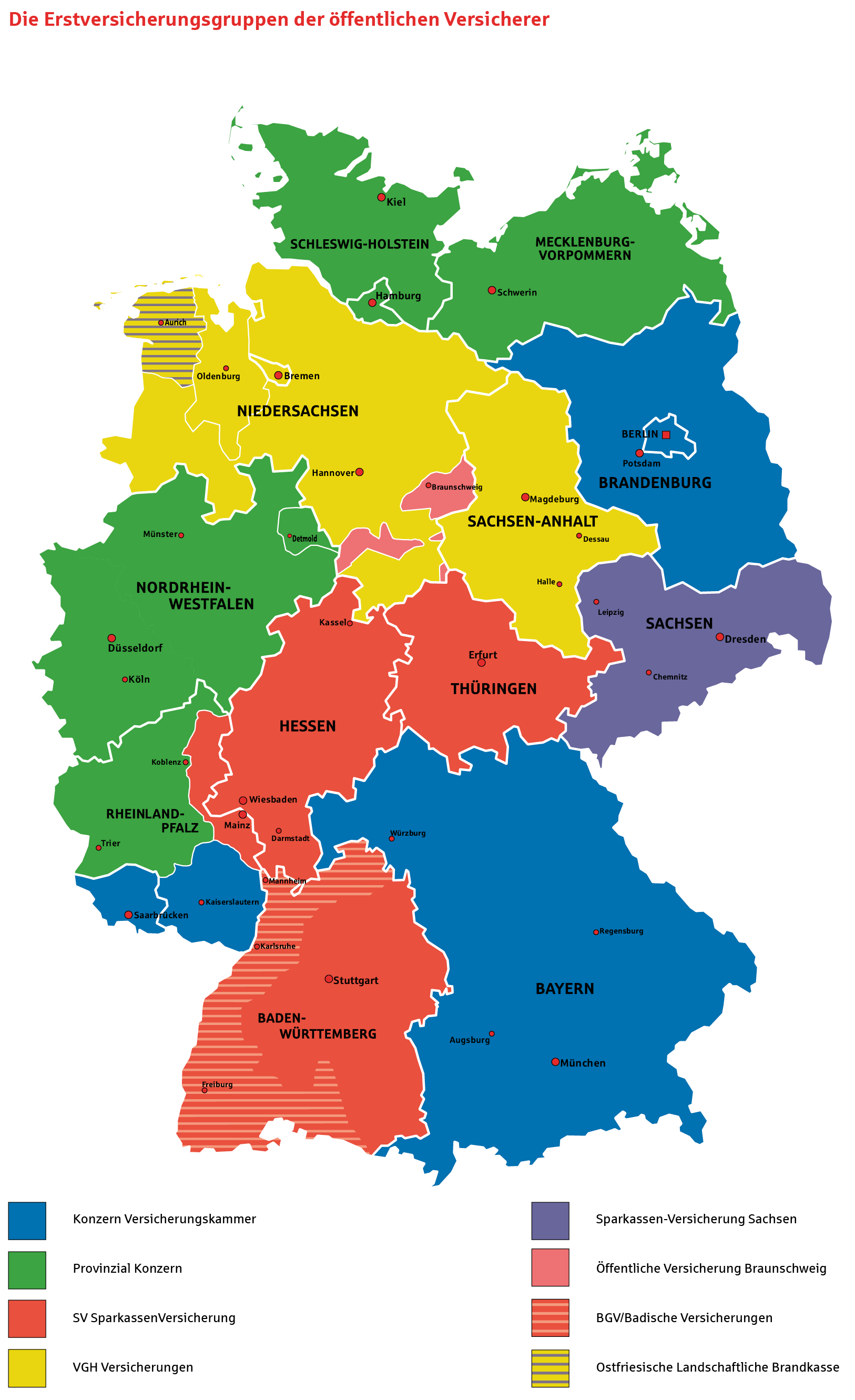
Landkarte der öffentlichen Versicherer

Im Verband öffentlicher Versicherer e. V. (VöV) organisieren sich die öffentlichen Versicherer Deutschlands überregional, sowohl auf nationaler als auch internationaler Ebene. Zum Verband gehören neun Erstversicherungsgruppen mit diversen Gemeinschaftsunternehmen.
Der Verband ist stellvertretend für die Gruppe das Kommunikationsorgan zu den Verbundpartnern der öffentlichen Versicherer, den Unternehmen und Institutionen der Sparkassen-Finanzgruppe. Er vertritt außerdem die Interessen seiner Mitglieder in den Verbänden der Versicherungswirtschaft.

## Geschichte
Der Verband öffentlicher Lebensversicherungsanstalten wurde 1911 als Körperschaft des öffentlichen Rechts in Berlin gegründet (maßgeblich durch Wolfgang Kapp vorangetrieben). 1922 wurde die Haftpflicht- und Unfall-Rückversicherung aufgenommen. Im Jahr 1926 wurde der Verband öffentlicher Unfall- und Haftpflichtversicherungsanstalten gegründet, der seinen Sitz in Berlin hatte und in Personalunion mit dem Verband öffentlicher Lebensversicherungsanstalten geführt wurde.
1947 nahm die Geschäftsstelle des Verbands in Düsseldorf im Gebäude der Provinzial-Versicherung der Rheinprovinz die Arbeit auf. 1949 wurde der Hauptsitz nach Düsseldorf verlegt. Die beiden Verbände wurden 1966 zum Verband öffentlicher Lebens- und Haftpflichtversicherer zusammengelegt. 1996 fusionierten sie mit dem Verband öffentlicher Feuerversicherer zum Verband öffentlicher Versicherer. Mitte 2014 eröffnet der Verband öffentlicher Versicherer ein Büro in den Räumen des DSGV in Berlin. Damit stellt er die Nähe zu den Sparkassen und den politischen Entscheidern sicher. Seit Anfang 2016 ist der Verband öffentlicher Versicherer mit einem Büro in Brüssel in direkter Nähe zur EU-Kommission und zum EU-Rat präsent, um die Interessenvertretung auf europäischer Ebene zu stärken.
Im Jahr 2018 beschlossen die Öffentlichen Versicherer in Braunschweig die Trennung der Rückversicherungsaktivitäten von der Verbandsarbeit. In dem Zusammenhang ist der Berufsverband zum 1. Januar 2019 in den branchenüblichen Rechtsrahmen eines eingetragenen Vereins mit Sitz in Berlin überführt worden und läuft seither unter der Bezeichnung Verband Öffentlicher Versicherer e. V. Der neue Verein ist unverändert an den drei Standorten Berlin, Düsseldorf und Brüssel präsent.
Die Rückversicherungsaktivitäten der Öffentlichen Versicherer erfolgen künftig über die VöV Rückversicherung KöR mit Sitz in Düsseldorf. Gemeinsam mit der Deutschen Rück bildet diese eine Verwaltungsgemeinschaft.

## Organisation
Der Verband öffentlicher Versicherer hat seinen Sitz in Berlin, Düsseldorf und Brüssel. Er ist ein eingetragener Verein. Das Präsidium ist der vereinsrechtliche Vorstand des Verbands öffentlicher Versicherer e. V.
Zum Präsidium gehören Andreas Jahn (Vorsitzender), Ulrich Knemeyer (stv. Vorsitzender), Wolfgang Breuer, Marc Knackstedt, Stefanie Schlick, Frank Walthes. Hauptgeschäftsführer ist Wolfgang Wiest.

## Mitglieder
Die öffentlichen Versicherer arbeiten nach dem Regionalprinzip. Mitglieder im Verband öffentlicher Versicherer e. V. sind:
- Badischer Gemeinde-Versicherungs-Verband (BGV)
- Öffentliche Versicherung Braunschweig
- Öffentliche Versicherungen Oldenburg
- Ostfriesische Landschaftliche Brandkasse
- Provinzial Holding

- Westfälische Provinzial
- Provinzial Rheinland Versicherung
- Provinzial Rheinland Lebensversicherung
- Provinzial Nord Brandkasse
- Hamburger Feuerkasse
- Provinzial NordWest Lebensversicherung
- Lippische Landesbrandversicherung

- Sparkassen-Versicherung Sachsen
- SV SparkassenVersicherung
- Versicherungskammer Bayern

- SAARLAND Versicherungen
- Feuersozietät Berlin Brandenburg

- VGH Versicherungen

- ÖVB – Öffentliche Versicherung Bremen
- ÖSA – Öffentliche Versicherungen Sachsen-Anhalt

Die öffentlichen Versicherer haben verschiedene Gemeinschaftsunternehmen gegründet. Dazu gehören unter anderem:
- Consal Beteiligungsgesellschaft Aktiengesellschaft

- Union Krankenversicherung
- Bayerische Beamtenkrankenkasse

- VöV Rückversicherung KöR
- Deutsche Rückversicherung AG

- Deutsche Rückversicherung Schweiz AG (DR Swiss)

- Institut für Schadenverhütung und Schadenforschung der öffentlichen Versicherer e. V. (IFS)
- ÖRAG Rechtsschutzversicherungs-AG

- Deutsche Assistance

- S PensionsManagement GmbH
- reha assist

## Einzelbelege
1. ↑  Werner Funk: Geschichte der Veränderung. In: SparkassenZeitung. Nr. 41, 14. Oktober 2011, S. 3.
2. ↑  Verband öffentlicher Versicherer: Öffentliche Versicherer beschließen neue Struktur für Berufsverband und Rückversicherungsgeschäft. Abgerufen am 10. Dezember 2020.
3. ↑  Präsidium. In: Wie ist der Verband organisiert? Verband öffentlicher Versicherer. Auf VoeV.de, abgerufen am 29. April 2021.